# CCe Kulturhaus Leuna

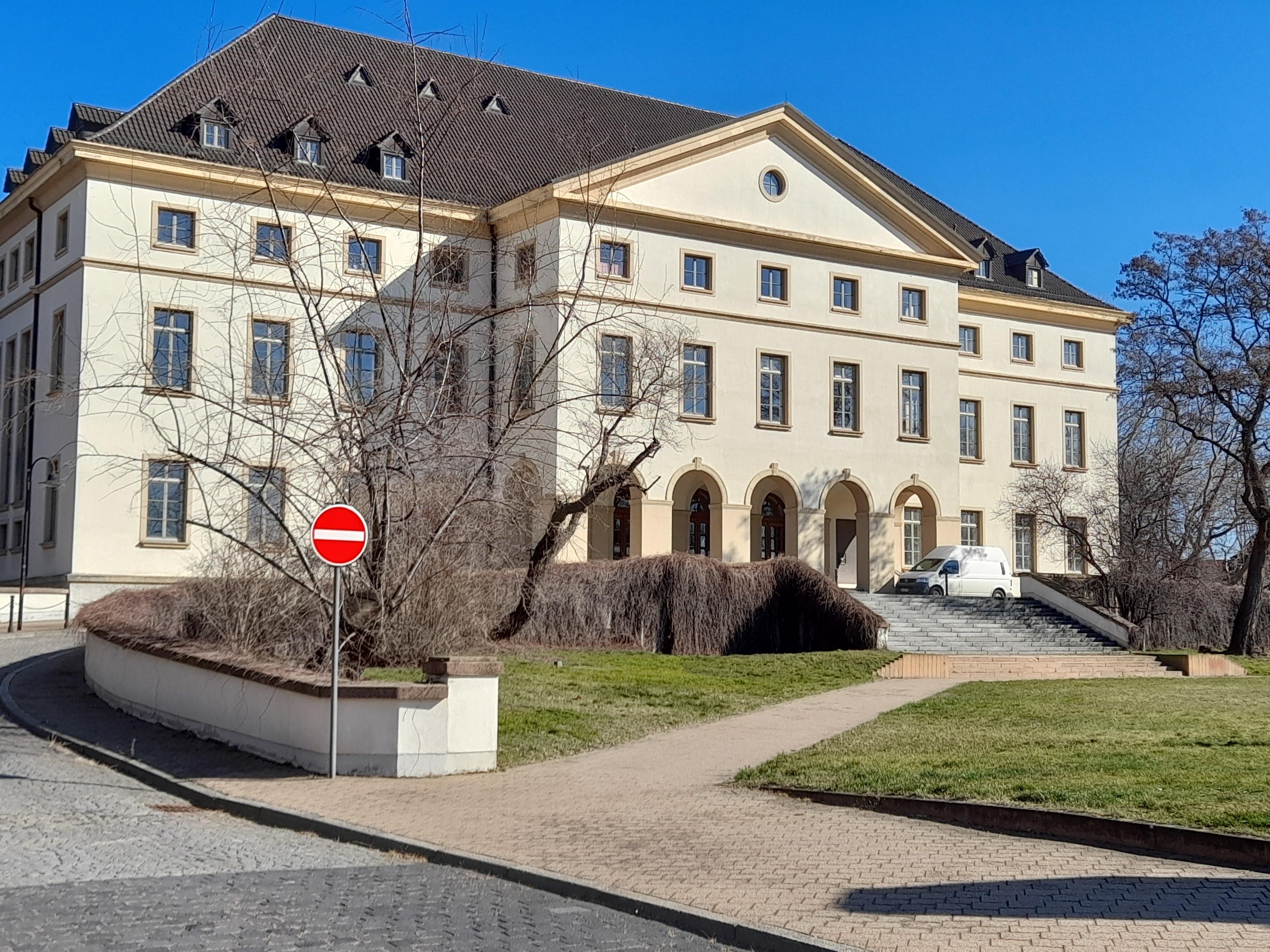
cCe Kulturhaus 2022

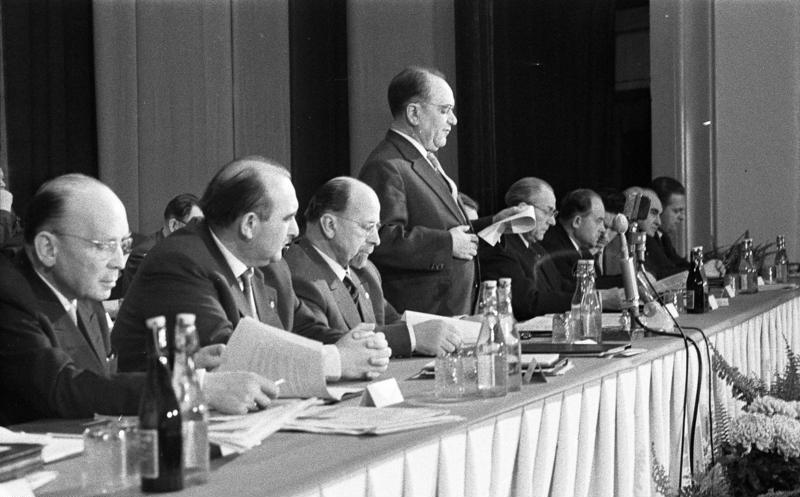
Chemiekonferenz im Jahr 1958

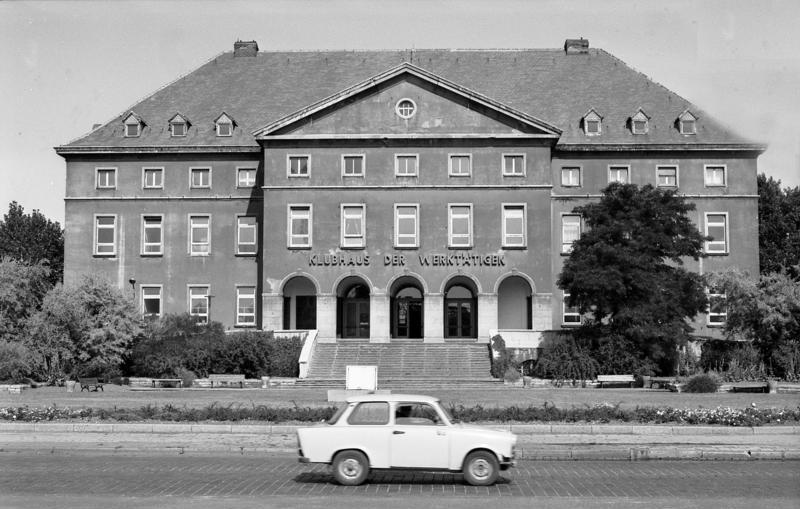
Kulturhaus im Jahr 1991

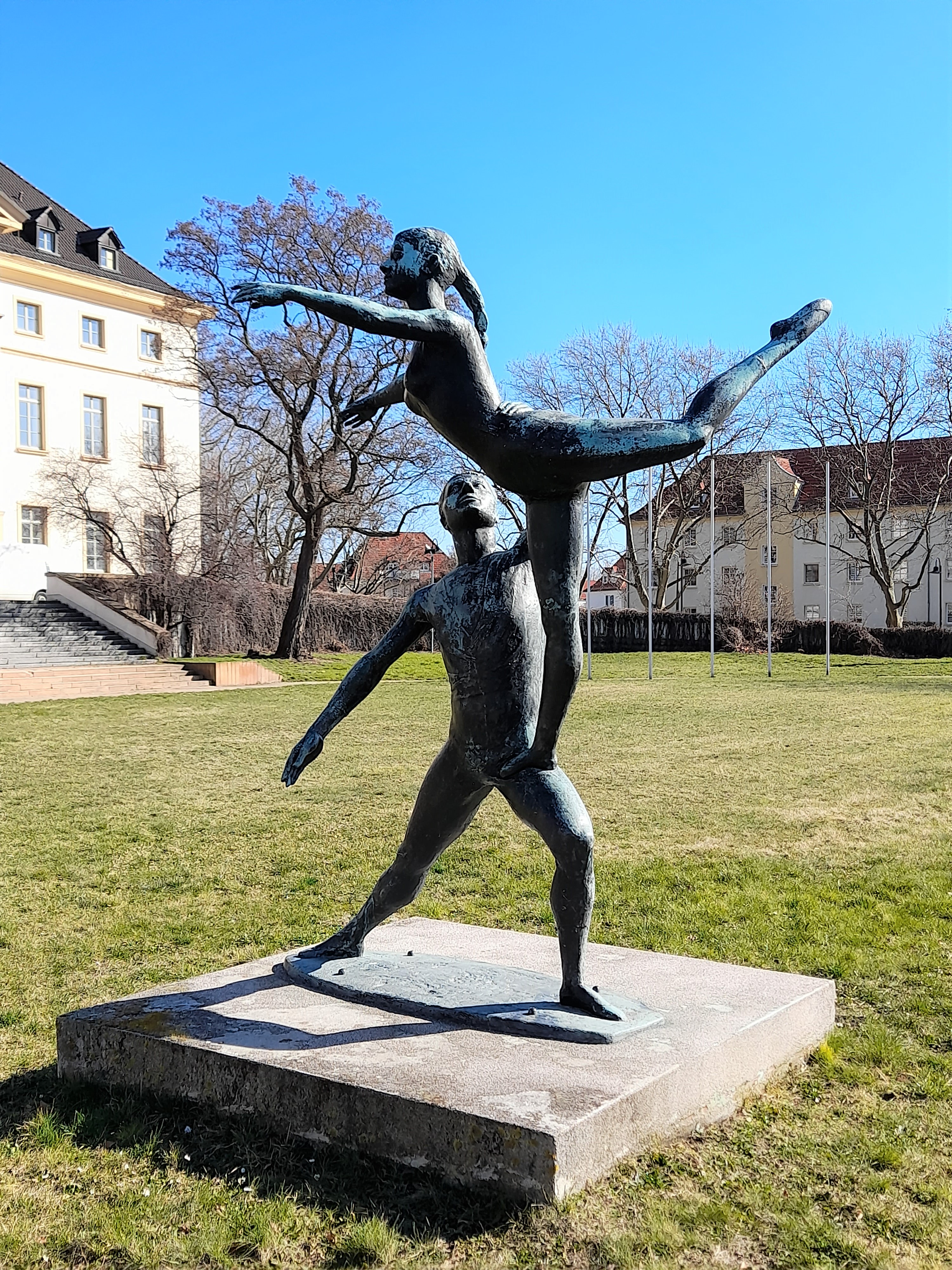
Skulptur von Ingeborg Hunzinger vor dem Kulturhaus

Das CCe Kulturhaus Leuna ist ein denkmalgeschütztes Kulturhaus in der Stadt Leuna in Sachsen-Anhalt.

## Lage
Es liegt westlich des Leunaer Stadtzentrums auf der Ostseite der Spergauer Straße. Unmittelbar westlich des Kulturhauses erstreckt sich das Betriebsgelände der Leuna-Werke.

## Einrichtung
Das Kulturhaus wird als Kongress- und Tagungszentrum genutzt. Es bestehen mehrere große Säle. Der größte ist der Carl-Bosch-Saal im Obergeschoss mit einer Theatervollbühne, weitere Säle sind der Walter-Bauer-Saal, der Matthias-Pier-Saal und der Fritz-Haber-Saal. Hinzu kommen zwei sogenannte Gästezimmer.

## Architektur und Geschichte
Das Kulturhaus wurde in den Jahren 1927/28 durch die BASF als Gesellschaftshaus der Ammoniakwerke Merseburg GmbH nach einem Entwurf von Karl Barth errichtet. Die Gestaltung orientierte sich am Stil der klassizistischen Herrenhäuser der Region. Das rückseitige Bühnenhaus weist jedoch Elemente der Moderne auf. Der Grundriss des Gebäudes ist rechteckig, bedeckt wird der Bau von einem Walmdach. Das Gebäude ruht auf einem hohen Erdgeschosssockel. Es verfügt über zwei volle und ein Mezzaningeschoss. Die Mitte des Gebäudes wird durch einen großen fünfachsigen Mittelrisaliten betont, der von einem Dreiecksgiebel bekrönt wird. Im Erdgeschoss befindet sich eine große offene Eingangshalle mit Rundbogenarkaden. Hinter der Halle ist ein repräsentatives Foyer angeordnet. Vor dem Haus entstand eine weite geschwungene Auffahrt sowie eine breite Freitreppe. Der westlich dem Haus vorgelagerte repräsentative großzügige Vorplatz war zunächst in der Form eines Ehrenhofs gestaltet.
Nach schweren Bombenschäden während des Zweiten Weltkriegs im April 1945 (unter anderem stürzte die Saaldecke ein) wurde es 1946 als Klubhaus der Werktätigen der Leuna-Werke wiedereröffnet. Das Bühnenhaus wurde im Zuge des Wiederaufbaus neu hinzugefügt. Es diente für kulturelle Aktivitäten der Belegschaft wie Theater, Bibliothek, Chöre und Tanzgruppen aber auch Brigadeveranstaltungen und öffentliche Großveranstaltungen von DDR-Parteien und Massenorganisationen. Am 3. und 4. November 1958 wurde hier eine Chemiekonferenz des ZK der SED und der Staatlichen Plankommission der DDR veranstaltet. Zu den Teilnehmern gehörten Walter Ulbricht, Erich Correns, Erich Apel, Bruno Leuschner und Otto Grotewohl.
In den Jahren 1994/95 wurden Fassade, Dach sowie die Haustechnik saniert. Am 10. April 1997 gründete sich der Förderverein Kulturhaus Leuna e.V. Ab dem 1. Januar 1998 gehörte das Kulturhaus der cCe Kulturhaus Leuna GmbH, einer Tochter der InfraLeuna GmbH. Mitte 1998 wurde das Haus in cCe Kulturhaus Leuna umbenannt. Weitere Sanierungen betrafen die Instandsetzung von Räumen, Bestuhlung, Beleuchtung und Bühnentechnik. Im Gebäudeinneren ist die originale Raumaufteilung erhalten.
Im örtlichen Denkmalverzeichnis ist das Kulturhaus unter der Erfassungsnummer 094 20785 als Baudenkmal verzeichnet.
1998 wurde in den Räumen der ehemaligen Gewerkschafts-, seit 1990 Betriebsbibliothek eine Galerie mit einer Ausstellungsfläche von etwa 250 m² eingerichtet. Ende des gleichen Jahres eröffnete im Haus das Restaurant MAXX mit 180 Plätzen. Neben dem Förderverein erhält das Haus auch Unterstützung durch die Stadt Leuna und Unternehmen der Region.
Anlässlich des hundertjährigen Jubiläums der Leuna-Werke am 3. März 2016 sprachen Bundeskanzlerin Angela Merkel sowie Ministerpräsident Reiner Haseloff im Kulturhaus.